# الحرية الإعلامية في روسيا

مؤشر حري الصحافة 2021
وضع جيد
وضع مقبول
مشاكل ملحوظة
وضع سيئ
وضع سيئ جدا
لا بيانات

تتمحور حرية الإعلام في روسيا حول قدرة رؤساء شركات الإعلام الضخمة على اتباع سياسات مستقلة، وتمكّن الصحفيين من الوصول إلى مصادر المعلومات والعمل بدون أن يواجهوا ضغوطًا خارجية. يشمل الإعلام في روسيا قنوات التلفاز والراديو والدوريات ووسائط الإنترنت، والتي قد تكون مملوكة للحكومة أو القطاع الخاص وفقًا لقوانين روسيا الاتحادية.
في مطلع العام 2013، صُنفت روسيا في المرتبة الـ 148 من بين 179 دولة وفقًا لمؤشر حرية الصحافة الذي تضعه منظمة «مراسلون بلا حدود». في عام 2015، أعلنت منظمة «فريدم هاوس» في تقرير حرية الصحافة أن روسيا حصلت على الدرجة 83 (الدرجة 100 هي الأسوأ)، غالبًا بسبب القوانين الجديدة التي طُرحت عام 2014 وأعطت السلطة المزيد من الهيمنة على وسائل الإعلام. وصفت منظمة «فريدم هاوس» الوضع في القرم بأنه أسوأ. فمنذ عام 2014، ضُمّت القرم إلى روسيا، فكانت الأخيرة تلجأ بشكل روتيني إلى السلطة القضائية، وأحيانًا بدون محاكمات، كي تحد من حرية التعبير، وفقًا لما جاءت به منظمة «فريدم هاوس».
انتقدت عدة منظمات دولية جوانب متنوعة من وضع حرية الصحافة المعاصر في روسيا.

## الإطار التشريعي
يؤمّن الدستور الروسي حرية التعبير والصحافة، لكن تطبيق الحكومة للقوانين والنظام البيروقراطي والتحقيقات الجنائية المُسيّسة أجبرت الصحافة على ممارسة رقابة ذاتية لتعيق تغطية قضايا معينة ومثيرة للجدل، ما أدى إلى انتهاك تلك الحقوق والقوانين. وفقًا لمنظمة «هيومان رايتس ووتش»، تمارس الحكومة الروسية الهيمنة على الجمتمع المدني عن طريق تطبيق القوانين بشكل انتقائي وفرض القيود والرقابة.

### مفوض حقوق الإنسان (الأومبودسمان)
يعيّن الأومودسمان في روسيا، والذي يُدعى رسميًا بمفوض حقوق الإنسان، من طرف البرلمان ولفترة محددة. لا يمكن إعفاء المفوّص من وظيفته قبل انتهاء فترة تفويضه، ولا يخضع لأي سلطة أو كيان سياسي، حتى رئيس الدولة أو الحكومة. يحق لأقاليم روسيا الإدارية، والبالغ عددها 83، انتخاب أومبودسمان محلي ذي سلطة محدودة بالإقليم. لكن أقل من نصف تلك الأقاليم انتخبت مفوضًا خاصًا بها.
ذكر المفوض الروسي لحقوق الإنسان فلاديمر لوكِن عام 2006 في تقريرٍ له أن ادعاء غياب حرية التعبير في روسيا أمرٌ مبالغ فيه، فالحكومة تراعي حقوق حرية التعبير المصونة في الدستور، ولا وجود لرقابة مؤسسية. قال المفوّض أيضًا أن الولايات المتحدة الأمريكية «دولة نازية» وأن روسيا ستدمرها. لهذه الأسباب المتعددة، نادرًا ما يلجأ الصحفيون والناشرون إلى المفوض كي يعترضوا على القيود التي تحد من حقهم في البحث عن المعلومات وتلقيها ونقلها ونشرها أو توزيعها. لكن القيود المخفية موجودة إلى حد ما، وغالبًا ما تكون على شكل ضغط اقتصادي ومالي تمارسه السلطات ورجال الأعمال الموالين للحكومة على وسائل الإعلام. ينتشر أيضًا ما يُعرف بـ «الرقابة الذاتية»، أي إحجام الصحفيين عن نشر المعلومات التي، بنظرهم، قد لا ترضي السلطات. لذا، تضمن الحكومة في الكثير من الأماكن حق الصحفيين في التعبير إذا كان الهدف هو مدح السلطات، لكن حق الصحفيين في انتقاد الحكومة مذكورٌ في الدستور فقط.

## الهجمات والتهديدات ضد الصحفيين
أصبحت مخاطر الصحافة في روسيا معروفة منذ أوائل تسعينيات القرن الماضي، لكن المخاوف من عدد جرائم القتل غير المحلولة ازدادت بشدة بعد مقتل الصحفية آنا بوليتكوفسكايا في موسكو في السابع من شهر أكتوبر عام 2006. تحدّث مراقبون دوليون عن عشرات الوفيات الأخرى، بينما تشير مصادرٌ من داخل روسيا إلى أن عدد القتلى تجاوز المئتين.
يصادف يوم ذكرى الصحفيين الذين قُتلوا أثناء أداء واجبهم الخامس عشر من شهر ديسمبر كلّ عام في روسيا.

### الاعتداءات على الصحفيين
منذ أوائل تسعينيات القرن الماضي، قُتل عددٌ من الصحفيين والمراسلين الروس أثناء تغطيتهم الوضع في الشيشان، والقصص المستمرة عن الجريمة المنظمة، ومسؤولي الحكومة والمسؤولين الإداريين والشركات التجارية الكبيرة. وفقًا للجنة حماية الصحفيين، قُتل 50 صحفيًا منذ عام 1992 بسبب نشاطهم المهني في روسيا (ما جعلها تستحق المرتبة الثالثة ضمن قائمة الدول الخطيرة جدًا على الصحفيين منذ عام 1992 وحتى 2006). توفي 30 صحفيًا منذ عام 1993 وحتى عام 2000، و20 صحفيًا منذ عام 2000.
وفقًا لمؤسسة غلاسنوست ديفنس، هناك 9 حالات اشتُبه فيها بمقتل صحفيين عام 2006، و59 اعتداءًا على الصحفيين، و12 هجومًا على مكاتب التحرير. في عام 2005، ورد في قائمة شاملة لجميع الحالات مقتل 7 صحفيين و63 اعتداء و12 هجومًا على مكاتب التحرير و23 حالة رقابة و42 محاكمة جنائية و11 حالة تسريح غير قانونية و47 حالة احتجاز من طرف الشرطة و382 دعوى و233 حالة أُعيق فيها الصحفيون عن أداء عملهم، وإغلاق 23 مكتب تحرير و10 حالات إخلاء، ومصادرة 28 منتجًا مطبوعًا، و23 حالة من إيقاف البث، و38 حالة رفض نشر أو طباعة عملٍ ما، و25 حالة تهديد، و344 حالة خرق لحقوق الصحفيين في روسيا.
في السابع من أكتوبر عام 2006، تعرضت الصحفية الروسية آنا بوليتكوفسكايا إلى إطلاق نارٍ في ردهة المبنى الذي تسكنه، اشتُهرت بوليتكوفسكايا بانتقادها تصرفات روسيا في الشيشان والحكومة الشيشانية الموالية لروسيا. أشعل موت بوليتكوفسكايا موجة من الانتقادات وجهتها وسائل الإعلام الغربية ضد روسيا، ووجهت أيضًا اتهامات أخرى مفادها أن الرئيس فلاديمير بوتين، في أفضل الأحوال، فشل في حماية الإعلام المستقل والجديد للبلد.
ذكر معهد الصحافة الدولي في تقريرٍ له التنفيذَ الانتقائي للقوانين في روسيا، والتحقيقات الجنائية المسيسة، واعتقال الصحفيين، والاعتداءات العنيفة التي يتعرضون لها على يد قوات الأمن. ووفقًا للمنظمة نفسها، لاتزال روسيا أخطر دولة أوروبية بالنسبة للصحفيين، فقُتل 4 في عام 2009.
أوردت منظمة العفو الدولية عام 2009 أن «المدافعين عن حقوق الإنسان والصحفيين والمحامين الذين تكلموا علانية عن الاعتداءات على حقوق الإنسان، تعرضوا للتهديد والترهيب، ويبدو أن الشرطة غير راغبة بالتحقيق في تلك التهديدات، وسادَ نوعٌ من الحصانة لمرتكبي تلك الهجمات على ناشطي المجتمع المدني». ذكرت منظمة العفو الدولية أيضًا وجود «مناخٍ من التعصب تجاه وجهات النظر المستقلة». وفقًا للجنة حماية الصحفيين، أصبحت روسيا اليوم مكانًا أكثر خطرًا مما كانت عليه في الحرب الباردة. ولا تسبقها في قائمة الدول التي تمثّل خطرًا على حياة الصحفيين سوى العراق والجزائر.
في شهر أكتوبر من عام 2016، نشرت مجموعة من الصحفيين الشيشان مجهولي الهوية التماسًا في صحيفة الغارديان، وصفوا فيه الترهيب والاعتداءات الجسدية التي تعرضوا لها من طرف حكومة رمضان قديروف، والهيمنة التامة التي يفرضها المسؤولون على المنظمات الإعلامية في جمهورية الشيشان.
أعربت لجنة حقوق الإنسان التابعة للمفوضية السامية للأمم المتحدة لشؤون اللاجئين عن قلقها من الوضع الراهن في روسيا.
- في شهر أغسطس من عام 2014، تعرّض الناشر ليف شلوسبرغ، المقيم في بسكوف وعضو حزب يابلوكو المعارض، إلى اعتداءٍ خطير أفقده وعيه. ويدعي أن للهجوم علاقة بالورقة التي نشرها، والتي وردت فيها تحقيقات تفيد بنقل روسيا جنودها من بسكوف إلى أوكرانيا.[21]
- في شهر أغسطس من العام ذاته، تعرّض المراسل ألكسندر كروتوف إلى الاعتداء والضرب في ساراتوف، وتلك المرة الرابعة التي يتعرض فيها لمثل هذا الاعتداء في مسيرته المهنية الممتدة لـ 20 عامًا، عمل خلالها مراسلًا إخباريًا لدار نشر محلية.[21]
- في شهر سبتمبر من عام 2014، تعرّض طاقم تلفزيوني يغطي أحداث عملية نصبٍ إلى اعتداءٍ في نوفوسيبيرسك. دُمرت معدات الطاقم وأُصيب فيها مصور الفيديو.

## الرقابة والرقابة الذاتية
تنص المادة 29 من الدستور الروسي على أن: «حرية الإعلام مضمونة، والرقابة محظورة». ذكر التقرير العالمي لمنظمة هيومن رايتس ووتش لعام 2009 أن الحكومة الروسية تفرض سيطرة تامة على المجتمع المدني من خلال التنفيذ الانتقائي للقانون وتقييد حرية الإعلام ومضايقة النشطاء والمدافعين عن حقوق الإنسان. 
صرحت مفوضية حقوق الإنسان (مجلس أوروبا) في مقابلة عام 2005 مع الإذاعة الروسية صوت موسكو إن هناك ضغوطًا على وسائل الإعلام من قبل السلطات في المناطق الروسية، وأن الوضع مع وسائل الإعلام المركزية كان موضع قلق، إذ بدا أن الاستقلال السابق الذي تمتعت به العديد من وسائل الإعلام التلفزيونية المركزية قد بدأ بالتراجع؛ وكان استنتاجه أن المهمة الأكثر أهمية في روسيا كانت حماية الانتصارات التي حققها قانون 1991 على وسائل الإعلام، والسماح للصحفيين بالعمل بشكل مستقل بالكامل؛ لكنه قال إنه مع كل الصعوبات كانت وسائل الإعلام الروسية حرة ككل، وأنه أجرى المقابلة في بث مباشر وتحدث أيضًا عن حرية الصحافة دون رقابة.
وفقًا لبحث عام 2005 الذي أجراه مركز عموم روسيا لدراسة الرأي العام، فقد ارتفع عدد المواطنين الروس الذين يوافقون على الرقابة التلفزيونية في عام من 63% إلى 82%. يعتقد علماء الاجتماع أن الروس لا يصوتون لصالح قمع حرية الصحافة، بل لحذف المحتوى المشكوك فيه أخلاقيًا مثل مشاهد العنف والجنس (57% لتقييد العنف والمحتوى الجنسي على التلفزيون، و 30% لحظر الإعلانات التجارية الاحتيالية، و 24% لمنتجات الإعلانات الجنسية والأفلام الدعائية التي تسوق ل «أسلوب الحياة الإجرامي»).
وفقًا للصحفي مكسيم كونونينكو، «الناس يشكلون الرقابة لنفسهم، بوتين لن يتصل بتلك الصحيفة وتلك القناة الإخبارية ليقول أريدكم أن تحذفوا هذا وذاك، لكنهم يحذفونه لأن رؤسائهم حمقى». مع ذلك، فقد دحضت خبيرة العلوم السياسية يوفغينيا ألباتس في مقابلة مع إدوارد شتاينر هذا الإدعاء: «يجتمع في الوقت الحالي رؤساء جميع محطات التلفاز والصحف كل خميس في مكتب نائب رئيس الإدارة في الكرملين، فلاديسلاف سوركوف، لمعرفة الأخبار التي ينبغي أن تُنشر وأين. يُشترى الصحفيون برواتب هائلة، ويخبروننا في النقاشات كم هو مروع العمل في خدمة التلفزيون الحكومي».
منذ عام 2012، في بداية الولاية الرئاسية الثالثة لفلاديمير بوتين، صدرت العديد من القوانين لتسهيل الرقابة والمراقبة المكثفة. وقد أدت مثل هذه الإجراءات إلى الرقابة الذاتية. يُظهر تقرير صدر عام 2016 عن بي إي إن أمريكا أن القيود المفروضة على حرية التعبير في روسيا اليوم لا تؤثر فقط على الصحافة والإعلام، ولكن على الجو الثقافي العام. وطبقًا للتقرير، فقد أدى اجتماع القوانين التي تهدف إلى مناقضة الإرهاب والكراهية الدينية وحماية الأطفال إلى خلق بيئة يصعب فيها بازدياد توزيع الأدب الروائي وبث التلفزيون المستقل والترويج للإنتاج المسرحي والموسيقي المستقل. بالإضافة إلى ذلك، فإن انتقائية الدائرة الاتحادية لرقابة الاتصالات وتقنية المعلومات والإعلام، بل وتعسفها في بعض الأحيان، قد خلق حالة من عدم اليقين عند الكتاب والمؤلفين والناشرين ومنتجي وسائل الإعلام الأخرى، وهذا ما يؤدي إلى الرقابة الذاتية في بعض الحالات لاجتناب القوانين غير المؤكدة والإنفاذ التعسفي.
أيضًا وبحسب ما ورد في تقرير لفريدم هاوس لعام 2016 حول حرية الصحافة، فإنه كثيرًا ما يستخدم المسؤولون الحكوميون نظام المحاكم المسيّس والفاسد في البلاد لمضايقة الصحفيين وكتاب المدونات الذين يفضحون انتهاكاتهم للسلطات. تعريف التطرف في النظام القانوني الروسي واسع، وهذا قد أتاح المجال للمسؤولين استخدامه في إخراس الأصوات الناقدة. وقد شجع تطبيق مثل هذه الأحكام القانونية على الرقابة الذاتية في البلاد.

### قانون عدم احترام السلطات
أصدرت روسيا عام 2019، قانونًا جديدًا عُرف باسم «قانون الأخبار الكاذبة»، الذي يجرّم المنشورات التي تتضمن معلومات «غير موثوقة» بالإضافة إلى الآراء التي تظهر التقليل من شأن الضوابط المجتمعية والنيل من هيبة الحكومة ورموز الدولة والدستور والمؤسسات الحكومية. اُنتقد القانون لصياغته المبهمة التي تتيح تطبيقه انتقائيًا ضد المعارضة السياسية على سبيل المثال.
فُرضِت غرامة بقيمة 60 ألف روبل على الصحيفة الروسية نوفايا جازيتا، بعد تشكيكها بإحصائيات الوفيات المُعلنة رسميًا عام 2020 أثناء أزمة كوفيد-19.

### ملاحقة المحتوى «المتطرف»
درس مجلس الدوما الروسي صيف عام 2012 مشروع قانون تقييد الإنترنت الروسي الذي يحمل الرقم 89417-6، ويهدف لإنشاء قائمة سوداء بالمواقع الإلكترونية التي تحتوي مواد إباحية متعلقة بالأطفال والمخدرات والمحتوى المتطرف؛ فضلًا عن تحميل مقدمي خدمات الاتصالات الروسية المسؤولية القانونية عن مثل تلك الانتهاكات. اُنتقِدَ مشروع القانون لأنه لا يهدف إلى مكافحة أسباب المحتوى غير القانوني ونشره عبر الإنترنت، ولا يساهم بزيادة فعالية إنفاذ القانون وملاحقة المجرمين، ويمكن أن تسمح ضوابطه الذاتية للسلطات الروسية بحظر موارد الإنترنت ذات المحتوى القانوني. اُقتِرَح في ديسمبر 2013، قانون يجرم «الدعوات إلى الانفصال». يواجه المخالفون بموجب القانون غرامة تصل إلى 306,700 روبل روسي (9,500 دولار أمريكي) أو السجن لمدة تصل إلى خمس سنوات لإطلاق دعوات علنية لاتخاذ إجراءات ضد السلامة الإقليمية للبلد ووحدة أراضيه.
تمثلت ممارسات وكالات إنفاذ القانون (وبصورة ملحوظة جهاز الأمن الفيدرالي الروسي FSB) منذ عام 2009، بإساءة استخدام قوانين مكافحة التطرف التي أُصدِرَت حديثًا لقمع حرية التعبير، بما في ذلك تحقيقات الفساد. تضمنت المنشورات والأنشطة المصنفة على أنها «متطرفة» احتجاجات ضد أحكام المحكمة في قضية ساحة بولوتنايا «الدعوة إلى اتخاذ إجراء غير قانوني» وانتقاد التجاوزات في الميزانية من قبل الحاكم المحلي «إهانة السلطات» أو نشر قصيدة مؤيدة لأوكرانيا «التحريض على الكراهية» في عام 2015، رُفِعَت الغرامات المفروضة على المحتوى «المتطرف» إلى مليون روبل روسي بحدٍ أقصى (16,069 دولار أمريكي).
- أدرج الشاعر ألكسندر بيفشيف في يونيو 2015 -حُظِرَت أعماله لأنها «متطرفة» في وقتٍ سابق- على قائمة رسمية للإرهابيين والمتطرفين الرسمية التي تحتفظ بها الخدمة الفيدرالية للرقابة المالية (Росфинмониторинг, Rosfinmonitoring)، وبدأت حملة «الإدانة الجماعية الفورية» في قريته التي وصفتها وسائل الإعلام المستقلة بأنها سوفيتية.
- أُدِرَج كتاب ألكسندر ليتفينينكو «تفجير روسيا» على أنه «منشور متطرف» وحُظِرَ عام 2015.
- في نوفمبر 2015، قبل ذكرى المجاعة الكبرى في أوكرانيا (هولودومور)، أُضيفت مقالات رافائيل ليمكين، الذي صاغ مصطلح الإبادة الجماعية واستخدمها لوصف المجاعة الكبرى، إلى الفهرس الفيدرالي للمواد المتطرفة في روسيا.
- في فبراير 2016، صادرت الشرطة في سانت بطرسبرغ مجموعة مطبوعة كاملة من كتاب للمؤلف البولندي في زمن الحرب جان نواك-جيزيورانسكي بسبب «محتوى متطرف» مزعوم (يذكر التعاون النازي السوفيتي خلال الحرب العالمية الثانية).
- في عام 2017، أضيفت صورة لبوتين تصوره على أنه «مهرج مثلي الجنس» كبند 4071، نتيجة لقضية قانونية عام 2016 ضد ناشط على وسائل التواصل الاجتماعي يُدعَى أ. ف. تسفيتكوف.

في أكتوبر 2018، أوقف مكتب الجمارك في سانت بطرسبرغ نسخة واحدة من كتاب «المستقبل هو التاريخ: كيف استعادت الدكتاتورية روسيا» من تأليف ماشا جيسن، الذي أمر به المحامي سيرغي غولوبوك بحذفه من على أمازون. وطلبت شركة دي إتش إل تصريحًا من غولوبوك بأن «الكتاب لا يحتوي على محتوى متطرف» قبل تسليمه، وبعد بضعة أيام طلب منه مكتب الجمارك أن يشهد بأن الكتاب «لا ينشر وجهات نظر محددة». لا يباع الكتاب الآن في روسيا، لكنه أيضًا ليس في «سجل المواد المتطرفة».